# 137 a.C.
Il 137 a.C. (CXXXVII a.C. in numeri romani) è un anno  del II secolo a.C.

## Eventi
- Marco Emilio Lepido Porcina, Gaio Ostilio Mancino diventano consoli della Repubblica romana.
- Viene fondata Valencia.

## Morti
- Re Dutugemunu di Sri Lanka
- Zhao Tuo, Re Wu di Nanyue